# Judenburg
Judenburg – miasto powiatowe w Austrii, w kraju związkowym Styria, siedziba powiatu Murtal. Do 31 grudnia 2011 siedziba powiatu Judenburg. Liczy 10072 mieszkańców (1 stycznia 2015).
W okresie II wojny światowej projektowano zmianę nazwy miasta na Zirbenstadt, która jednak nie doszła do skutku.

## Gospodarka
W mieście rozwinął się przemysł metalurgiczny, maszynowy, metalowy, papierniczy oraz spożywczy.

## Osoby urodzone w Judenburgu
- Renate Götschl, narciarka
- Jack Unterweger, pisarz, seryjny morderca

## Współpraca
Miejscowości partnerskie:
- Altea, Hiszpania
- Bad Kötzting, Niemcy
- Bellagio, Włochy
- Bundoran, Irlandia
- Chojna, Polska
- Granville, Francja
- Holstebro, Dania
- Houffalize, Belgia
- Sherborne, Wielka Brytania
- Karkkila, Finlandia
- Kőszeg, Węgry
- Marsaskala, Malta
- Meerssen, Holandia
- Niederanven, Luksemburg
- Oxelösund, Szwecja
- Preny, Litwa
- Preweza, Grecja
- Sesimbra, Portugalia
- Türi, Estonia
- Sigulda, Łotwa
- Sušice, Czechy
- Zwoleń, Słowacja